# Distrofia corneale stromale congenita
La distrofia corneale stromale congenita è una forma estremamente rara di distrofia corneale, a trasmissione autosomica dominante. Solo quattro famiglie in tutto il mondo, al 2009, risultavano essere colpite dalla malattia. La manifestazione principale di questa distrofia consiste nella comparsa di varie aree opache, a forma di fiocco o di "piuma", sulla componente stromale della cornea; esse tendono a moltiplicarsi con l'invecchiamento del paziente e arrivano a compromettere il visus in modo più o meno grave. Alcuni soggetti affetti dalla distrofia soffrono di strabismo o di glaucoma ingravescenti. Lo spessore corneale resta normale, la membrana di Descemet e l'endotelio vengono quasi totalmente risparmiati dal processo distrofico, ma le fibre di collagene che costituiscono le lamine di tessuto connettivo (stroma) presentano un diametro ridotto e si trovano organizzate in fasci eccessivamente compatti.

## Eziologia
La distrofia corneale stromale congenita è associata ad una mutazione del gene DCN, posto sul cromosoma 12 negli umani (precisamente nel locus genico 12q22, sul braccio lungo del cromosoma), che codifica per la decorina. La patologia è ereditata con trasmissione autosomica dominante, il che indica che il gene la cui mutazione è responsabile della malattia si trova su un autosoma (nello specifico, come detto, il cromosoma 12). e che è sufficiente una copia allelica mutata su due a generare il fenotipo caratteristico della malattia.